# نیشیمیا، آئوموری
نیشیمیا، آئوموری (به لاتین: Nishimeya, Aomori) یک منطقهٔ مسکونی در ژاپن است که در Nakatsugaru District واقع شده‌است. نیشیمیا ۲۴۶٫۰۲ کیلومتر مربع مساحت و ۱٬۴۵۴ نفر جمعیت دارد.